# Mordellistena hirayamai
Mordellistena hirayamai es una especie de coleóptero de la familia Mordellidae.

## Distribución geográfica
Habita en el Japón. Fue descrito en 1993 por Kônô.